# Fritz Angerstein
Fritz Heinrich Angerstein (* 3. Januar 1891 in Dillenburg; † 17. November 1925 in Freiendiez) war ein deutscher Massenmörder, der am 1. Dezember 1924 acht Menschen tötete.

## Leben
Angerstein, Sohn des Dillenburger Hüttenarbeiters Heinrich Carl Angerstein und seiner Ehefrau Luise Jacobine, geb. Flesch, arbeitete zunächst als Hilfszeichner und Landvermesser. 1911 heiratete er Katharine (genannt Käthe) Petronella Christine Barth (1889–1924) in Wetzlar. 1921 zog er mit seiner Frau, seiner Schwiegermutter und seiner Schwägerin in die Nachbarstadt Haiger. Das Ehepaar blieb kinderlos. In Haiger wurde Angerstein Direktor und Handlungsbevollmächtigter einer Kalksteingrube, die der Firma van der Zypen gehörte. Er hatte ein – damals  hohes – Monatsgehalt von 390 Reichsmark und eine Dienstwohnung, geriet aber dennoch in wirtschaftliche Schwierigkeiten. Im November 1924 wurden Unterschlagungen Angersteins festgestellt, und einer seiner Mitarbeiter wollte ihn anzeigen. Den späteren Ermittlungen der Staatsanwaltschaft zufolge betrug die unterschlagene Summe 14.892 Reichsmark.

## Tathergang
In der Nacht vom 30. November auf den 1. Dezember 1924 beschädigte Angerstein zunächst die Telefonleitung und tötete dann seine psychisch kranke Frau mit 18 Stichen seines Hirschfängers im Schlafzimmer. Anschließend tötete er seine 50-jährige Schwiegermutter Katharina Barth im Nebenzimmer mit einer Axt. Seine 18-jährige Schwägerin Ella Barth, die nachts von einer Zugfahrt heimkehrte, erschlug er mit einem Beil und zog sie ins Badezimmer. Das Hausmädchen Minna Stoll erschlug er ebenfalls mit der Axt. Am Morgen des 1. Dezember 1924 gegen 7 Uhr kamen der Buchhalter Reinhold Diethardt und der Büroangestellte Heinrich Kiehl in die Villa. Angerstein bestellte sie nacheinander ins Büro, verschloss die Tür und tötete beide mit der Axt. Im Laufe des Tages erschlug er dann noch den Sohn seines Hausgärtners Alex Geiß und den Hilfsarbeiter Rudi Darr, die beide auf dem Grundstück der Villa arbeiteten.
Nach dem Massenmord übergoss Angerstein seine Privatbüroräume im Erdgeschoss und die Räume im ersten Geschoss mit Benzol. Dann ging er zum Einkaufen in die Stadt. Im ersten Geschäft kaufte er „seiner lieben Frau“ zwei Tafeln hochwertiger Schokolade und im zweiten eine Taschenlampe; am Ende besuchte er noch eine Buchhandlung. Nach Einbruch der Dunkelheit kehrte er heim und entzündete das Benzol, wobei das Erdgeschoss aber nicht in Brand geriet. Angerstein verletzte sich mit mehreren Messerstichen absichtlich schwer, aber nicht lebensgefährlich, durchstach seinen Hut und rief um Hilfe. Nachbarn bemerkten die Hilferufe und den aus dem Haus emporsteigenden Rauch.
Gegenüber den Helfern und der Polizei gab der schwerverletzte Angerstein an, dass er bei seiner Rückkehr aus der Stadt in seiner Villa überfallen worden sei. Die Freiwillige Feuerwehr löschte den Wohnungsbrand und konnte damit Angersteins Absicht, die Tat zu verschleiern, vereiteln.
Zeugen wollten 15 bis 20 flüchtende Verbrecher gesehen haben. Angerstein kam ins Haigerer Krankenhaus, wo er operiert wurde. Die Nachricht von der grausamen Bluttat verbreitete sich rasch über die Landesgrenzen hinaus.
Unmittelbar nach der Tat wurden Schutzpolizisten aus Siegen und Wetzlar nach Haiger abgestellt und Bürgerwehren aufgestellt.

## Tataufklärung
Die Medien verbreiteten zunächst die Version des einzigen Überlebenden Angerstein als Mitopfer des Massenmordes. Die am Morgen nach der Tat eintreffenden Kriminalisten, darunter Georg Popp aus Frankfurt – seinerzeit einer der bedeutendsten Kriminalisten –, zweifelten jedoch zunehmend an Angersteins Schilderungen. So stellten sie bei ihren Untersuchungen fest, dass bei den Ermordeten schon die Totenstarre eingetreten war, was mit dem von Angerstein angegebenen Tatzeitpunkt nicht in Einklang zu bringen war. Außerdem fanden sie auf dem Hirschfänger und an den Ermordeten Angersteins Fingerabdrücke. Ferner gab es keine Hinweise auf einen Raubüberfall. Zugleich wurden Angersteins Unterschlagungen als mögliches Motiv aufgedeckt. Als der die Untersuchungen leitende Limburger Oberstaatsanwalt Angerstein einem scharfen Verhör unterzog, leugnete dieser, verwickelte sich aber in Widersprüche. Daraufhin wurde er verhaftet, verblieb aber im Krankenhaus. Nachdem der Sektionsbefund vorlag, warf ihm der Oberstaatsanwalt am Krankenbett vor, der Mörder zu sein. Daraufhin brach Angersteins Widerstand, und er gestand, die acht Personen am Vortag vorsätzlich getötet zu haben. Der Tat war zudem ein Selbstmordversuch Angersteins vorausgegangen.
Von der Netzhaut des ermordeten Gärtners wurde offensichtlich zur Tataufklärung ein Optogramm erstellt.

## Prozess und Urteilsvollstreckung
Die Verhandlung fand vom 6. bis zum 12. Juli 1925 vor dem Schwurgericht des Landgerichts Limburg statt. Das Gericht folgte dem Antrag der Staatsanwaltschaft und verurteilte Angerstein am 13. Juli 1925 wegen achtfachen Mordes achtmal zum Tode und zum Verlust der bürgerlichen Ehrenrechte. Angerstein verzichtete auf Rechtsmittel und sagte vor Gericht: „Ich will keine Gnade, meine Tat kann nur durch den Tod gesühnt werden.“ Als Motiv gab er die Liebe zu seiner Frau an.
Die gegen Angerstein verhängte Todesstrafe wurde am Morgen des 17. November 1925 im Zentralgefängnis Freiendiez mit einem Richtbeil vollstreckt.